# Pristimantis shrevei
Pristimantis shrevei là một loài động vật lưỡng cư trong họ Strabomantidae, thuộc bộ Anura. Loài này được Schwartz mô tả khoa học đầu tiên năm 1967. Chúng là loài đặc hữu của Saint Vincent, an island ở vùng Caribe Tiểu Antilles that is part của Saint Vincent và Grenadines. Các môi trường sống tự nhiên của chúng là các khu rừng ẩm ướt đất thấp nhiệt đới hoặc cận nhiệt đới and vùng đồng cỏ. Loài này đang bị đe dọa do mất môi trường sống.